# Trachelas lanceolatus
Trachelas lanceolatus là một loài nhện trong họ Trachelidae.
Loài này thuộc chi Trachelas. Trachelas lanceolatus được Frederick Octavius Pickard-Cambridge miêu tả năm 1899.